# Crucifix del Santo Spirito
El Crucifix del Santo Spirito, és una obra escultòrica de la joventut de Miquel Àngel, que es troba a la sagristia de l'església del Santo Spirito a Florència.
Després de la mort del seu gran mecenes Llorenç el Magnífic, Miquel Àngel va ser allotjat al convent del Santo Spirito l'any 1492. En aquest lloc amb l'autorització del pare prior Niccolò di Giovanni di Lapo Bichiellini, va tenir la possibilitat d'analitzar els cadàvars provinents de l'hospital del convent per a estudiants d'anatomia, aconseguint d'aquesta manera una gran experiència per als seus futurs treballs a la representació del cos humà.
Com a agraïment a l'hospitalitat, Miquel Àngel va realitzar santcrist en fusta policromada, on va resoldre el cos de Crist nu, com el d'un adolescent sense ressaltar la musculatura, tanmateix el rostre sembla el d'un adult amb una mesura desproporcionada respecte del cos; la policromia està pintada en uns colors tènues i amb unes suavíssimes regueres de sang que aconsegueixen una unió perfecta amb la talla de l'escultura. Va ser donat per perdut durant la dominació francesa, fins a la seva recuperació l'any 1962, al mateix convent, cobert amb una espessa capa de pintura que ho feia, quasi sense reconeixement possible.